# Thomas de Thaey
Thomas de Thaey (Dendermonde (Bélgica), 15 de marzo de 1991) es un baloncestista belga que actualmente es agente libre. Representó a su país internacionalmente a nivel juvenil. Con 2,03 metros juega en la posición de ala-pívot.

## Trayectoria profesional
Formado en la Academia de Baloncesto de las Islas Canarias y en los NC State Wolfpack de Carolina del Norte (NCAA), tras no ser drafteado en 2013, regresaría a su país para jugar en las filas de los clubes más importantes de Bélgica como Telenet Oostende, Kangoeroes Basket Willebroek, Port of Antwerp Giants, Stella Artois Leuven Bears y Okapi Aalstar.
Más tarde en la temporada 2016-17 jugaría en Francia y Rumanía, en las filas de Basket Club d'Orchies de NM1 y BC Timba Timișoara, respectivamente.
En la temporada 2018-2019 aterrizó en Portugal en las filas de la UD Oliveirense, donde promedió 14.8 puntos, 7.8 rebotes en la Liga Portuguesa de Basquetebol, con 70% en tiros de campo y 86% en tiros libres en 36 juegos, siendo el Jugador Más Valioso del torneo, la Supercopa y la Liga Portuguesa (LBP).
En julio de 2019, el internacional belga llega al Leche Río Breogán de LEB Oro para jugar la temporada 2019-20.
En verano de 2020, Thomas regresa a las filas del União Desportiva Oliveirense para disputar la Liga Portuguesa de Basquetebol para jugar la temporada 2020-21.
El 11 de julio de 2021, firma por una temporada con el Club Melilla Baloncesto de la Liga LEB Oro. El 16 de febrero de 2022, rescinde su contrato con el Club Melilla Baloncesto.
El 11 de octubre de 2024 se une a Peñarol de Mar del Plata de la Liga Nacional de Básquet de Argentina. Sin embargo cinco días después el club anunció que el belga finalmente no se incorporaría al equipo.

## Selección nacional
De Thaey representó a su país a nivel internacional en las categorías juveniles entre 2007 y 2011. 

## Palmarés
- 1 Liga de Bélgica (2013)
- 1 Copa de Bélgica (2013)
- 1 Taça Hugo dos Santos de Portugal (2019)
- 1 Supercopa de Portugal (2019)
- 1 Liga Portuguesa de Basquetebol (2019)